# Gorg (metropolitana di Barcellona)
Gorg è una stazione della linea 2 della metropolitana di Barcellona e della linea T5 del Trambesòs, situata a Badalona, di cui costituisce capolinea.
La stazione della metropolitana fu inaugurata nel 1985 assieme all'espansione della L4 fino alla stazione di La Pau. Nel 2002 la stazione passò a far parte della L2.
L'8 settembre 2007 fu inaugurata la stazione del Tram per la linea T5 e tra il 15 giugno 2008 e il 2012 fu usata anche per la linea T6.
Il 18 aprile 2010 è avvenuta l'inaugurazione della stazione della nuova Linea 10.

## Accessi della metropolitana
- Avinguda del Marquès de Mont-roig